# Syzygium chandrasekharanii
Syzygium chandrasekharanii là một loài thực vật có hoa trong Họ Đào kim nương. Loài này được Chandrab. & V.Chandras. miêu tả khoa học đầu tiên năm 1981.